# Kaczlin (gromada)
Kaczlin – dawna gromada, czyli najmniejsza jednostka podziału terytorialnego Polskiej Rzeczypospolitej Ludowej w latach 1954–1972.
Gromady, z gromadzkimi radami narodowymi (GRN) jako organami władzy najniższego stopnia na wsi, funkcjonowały od reformy reorganizującej administrację wiejską przeprowadzonej jesienią 1954 do momentu ich zniesienia z dniem 1 stycznia 1973, tym samym wypierając organizację gminną w latach 1954–1972.
Gromadę Kaczlin z siedzibą GRN w Kaczlinie utworzono – jako jedną z 8759 gromad na obszarze Polski – w powiecie międzychodzkim w woj. poznańskim, na mocy uchwały nr 29/54 WRN w Poznaniu z dnia 5 października 1954. W skład jednostki weszły obszary dotychczasowych gromad Kaczlin, Lutom i Tuchola oraz obszar jeziora Lutomskiego z dotychczasowej gromady Lutomek ze zniesionej gminy Sieraków, a także obszar dotychczasowej gromady Izdebno oraz miejscowość Jabłonowo (bez kilku parcel, łącznie z leśniczówką Karczemka, włączonych do nowo utworzonej gromady Chrzypsko Wielkie) z dotychczasowej gromady Charcice ze zniesionej gminy Chrzypsko Wielkie – w tymże powiecie. Dla gromady ustalono 12 członków gromadzkiej rady narodowej.
Gromadę zniesiono 1 stycznia 1960, a jej obszar włączono do nowo utworzonej gromady Sieraków w tymże powiecie.